# Lingue della Nuova Irlanda
Le lingue della Nuova Irlanda sono un sottogruppo delle lingue meso-melanesiane appartenenti alla famiglia austronesiana, che vengono parlate sull'isola della Nuova Irlanda appartenente a Papua-Nuova Guinea.

## Classificazioni
Secondo Ethnologue.com le 60 lingue che formano il gruppo possono essere classificate nel seguente modo (tra parentesi il numero di lingue che formano ogni raggruppamento):
- Lingue lavongai-nalik (6)
- Lingue madak (3)
- Lingue della Nuova Irlanda meridionale e delle Salomone nord-occidentali (48)
  - Lingua bilur [codice ISO 639-3 bxf]
  - Lingue choiseul (4)
  - Lingue mono-uruava (4)
  - Lingue nehan-nord Bougainville (10)
    - Lingue buka (3)
    - Lingua nehan [nsn]
    - Lingua papapana [ppn]
    - Lingue saposa-tinputz (4)
    - Lingua solos [sol]

  - Lingue della Nuova Georgia (10)
  - Lingue patpatar-tolai (10)
  - Lingue piva-banoni (2)
  - Lingue di Santa Isabel (7)
- Lingue tabar (2)
- Lingua tomoip [tqp]

Questa classificazione non è universalmente accettata, infatti l'Austronesian Basic Vocabulary Database nel 2008 ha rimosso il gruppo di lingue delle Salomone nord-occidentali e quello delle lingue nehan-nord Bougainville dalla famiglia delle lingue neo-irlandesi. Nella loro analisi inoltre non vengono considerati alcuni sottogruppi che tradizionalmente appartenevano a questo ramo, cioè: le lingue madak, le lingue taba] e la lingua tomoip.  
Per cui, secondo questa fonte, l'albero delle lingue della Nuova Irlanda sarebbe:
- Lingue lavongai-nalik
- Lingue mandara
- Lingue patpatar-tolai